# Holleford
Holleford je impaktní kráter nacházející se v kanadské provincii Ontario.
Kráter má průměr 2,35 km, původní hloubka je 240 metrů a jeho věk se odhaduje na 550 ± 100 miliónů let. V době dopadu probíhalo na Zemi období Ediakaru. Těleso, které ho vytvořilo, mělo průměr asi 100 metrů[zdroj?] a do Země narazilo rychlostí 15 km/s (55 000 km/h). Severní stěna je značně zerodovaná a leží níže než jižní.
Objevili ho výzkumníci z Ottawské hvězdárny Dominion v roce 1955 pomocí leteckých záběrů. Místo dopadu potom podrobili geologové několika magnetickým a seismickým měřením a udělali tři hloubková měření. Pod povrchem se našel polámaný skalnatý podklad, který nasvědčuje tomu, že místo bylo v minulosti silně narušené obrovským nárazem. Tím byla potvrzena domněnka, že kráter vznikl dopadem tělesa z kosmu. Věk skalnatého podkladu se odhaduje na 1 miliardu let a vrstva nad ním má asi 475 milionů let.
V současnosti se na většině území kráteru rozprostírá soukromá farma, zbytek pokrývají louky a močály, střed kráteru je nepřístupný.